# Rum (Tirol)
Rum ist eine Marktgemeinde (seit 1987) im Bezirk Innsbruck-Land des Bundeslandes Tirol in Österreich auf 622 m ü. A. mit 9426 Einwohnern (Stand 1. Jänner 2024) auf 8,56 km² Gemeindegebiet. Sie liegt am Südhang der Nordkette an der Dörferstraße nach Hall in Tirol und grenzt westlich an Innsbruck. Rum ist eines der MARTHA-Dörfer und liegt im Gerichtsbezirk Hall in Tirol.

## Geografie
Die Gemeinde Rum befindet sich nordöstlich von Innsbruck. In näherer Umgebung liegen die Nachbargemeinden Thaur, Hall in Tirol. Weiter östlich befinden sich Absam und Mils, im Süden ist die Gemeinde Ampass gelegen. Im Norden setzt ein Waldgebiet an Rum an.
Durch die Nähe zur Landeshauptstadt Innsbruck ist Rum in der Zeit nach dem Zweiten Weltkrieg einem großen Siedlungsdruck unterworfen. Der Ortskern mit der gotischen Pfarrkirche befindet sich am Hang, an einem Schwemmkegel einer Mure. Der Ortsteil Neu-Rum liegt südlich der Bundesstraße nach Hall mit einem ab den 1970er Jahren erbauten Wohngebiet, das westlich direkt an den Innsbrucker Stadtteil Olympisches Dorf grenzt, und einem ausgedehnten Industrie- und Gewerbegebiet (Handelsbetriebe). Dies macht Rum zu einer der reichsten Gemeinden Tirols. Der Ortsteil Hoch-Rum liegt oberhalb des alten Ortskerns und hat neben einem ab 1955 ausgebauten Wohngebiet eine Privatklinik vorzuweisen.

### Gemeindegliederung
Die Gemeinde besteht aus einer einzigen gleichnamigen Katastralgemeinde bzw. Ortschaft. Ortsteile sind: Hoch-Rum, Rum-Dorf und Neu-Rum.

### Nachbargemeinden
|           | Innsbruck                                   |        |
| Innsbruck | Kompassrose, die auf Nachbargemeinden zeigt | Thaur  |
| Innsbruck |                                             | Ampass |

## Geschichte
Die Herkunft des Ortsnamens von Rum (bzw. dem früheren Rumne und dem alternativen Rumb) ist nicht abschließend geklärt. Als möglich gilt ein Zusammenhang mit dem Mureneinzugsgebiet, in dem Rum liegt. Eine plausible Erklärung läge im indogermanischen Wort reup, das für zerreißen oder Abbruch steht, also im weitesten Sinne für reißendes, wild fließendes Wasser. Weitere Lösungsansätze werden im Rätischen und Etruskischen vermutet.
Erste Anzeichen einer Besiedlung der Rumer Umgebung liegen schon aus der Zeit der Frühantike vor; so wird die damalige terrassenartige Anlegung der Ackerbaugebiete auf die vorrömische Zeit vermutet. Eine erste urkundliche Erwähnung als „Rumne“ liegt von 1152 bis 1158 in Form einer Traditionsnotiz aus dem Kloster Polling vor. 1313 wurde der Ort als eigenständiges Dorf genannt. Im Jahre 1337 war zum ersten Mal von einer kleinen Kirche die Rede. Im Zeitraum von 1460 bis 1480 wurde in Rum eine neue, gotische Kirche errichtet. Kurz darauf ist die kleine Bauernsiedlung Garneid erstmals genannt, die auf lateinisch *cornetum ‚Kornelkirschbäume‘ zurückgeht.
1611/12 wütete im Innsbrucker Land eine Pestepidemie, die allerdings nicht signifikant die Sterbezahlen erhöhte. Von 1729 ist ein großer Murgang bekannt, ebenso wie aus den Jahren 1769, 1770, 1788, 1875, 1894 und 1905. Im Jahr 1765 wurde die Dorfkirche barockisiert, 1775 wurde in Rum der erste Unterricht erteilt. Dieser fand zunächst in den Häusern der Bauern statt, ein eigenes Schulhaus wurde erst 1818 erbaut. 1826 erhielt Rum einen eigenen Seelsorger, zwischen 1862 und 1865 wurde die Kirche erneut restauriert und erweitert.
Infolge des Ersten Weltkrieges starben 23 Rumer, es brachen Notzeiten über den Ort herein. Ein Wünschelrutengänger vermutete um 1920 ein Kohlevorkommen unterhalb des Gemeindegebiets. Eine Bohrung förderte jedoch keine Kohle zutage, dafür aber die bis zu zwanzig Meter hohe Wasserfontäne einer artesischen Quelle, die unter schweren Umständen wieder verschlossen werden musste.
Im Zweiten Weltkrieg mussten 91 Männer ihr Leben lassen. 1938 wurde am Westende Rums ein Militärlager errichtet, das im Mai 1945 in US-amerikanische Hand kam und ab August von der französischen Besatzung als Kriegsgefangenenlager benutzt wurde. Das zwischen 1953 und 1955 wieder von den US-Amerikanern benutzte Lager kam September 1955 in österreichischen Besitz.
1940 erhielt Rum ein Pfarrvikariat und wurde 1948 eine eigene Pfarrei. In den Jahren 1966 und 1967 wurde die Kirche wieder in eine barockartige Form gebracht.
In dieser Zeit begann auch die Bebauung bisher wegen der Murengefahren unbesiedelten Landes. Die Nähe zu Innsbruck befeuert den ohnehin schon großen Bevölkerungszuwachs, sodass ein komplett neuer Ortsteil, nämlich Neu-Rum, entstand, für den ein ebenfalls neues infrastrukturelles System entwickelt werden musste. 1976 entstand dort eine eigene Kirchengemeinde, die bereits 1988 Sitz einer neu gegründeten Ortsteilpfarrei wurde. 1987 erhielt Rum den Status einer Marktgemeinde.

### Bevölkerungsentwicklung
EinwohnerJahr0200040006000800010.0001860189019201950198020102040EinwohnerEinwohnerentwicklung von Rum
Die größten Steigerungen der Einwohnerzahlen hängen mit den Olympischen Winterspielen 1964 und 1976 zusammen. Zu diesen Anlässen wurde das Olympische Dorf gebaut bzw. erweitert.

## Kultur und Sehenswürdigkeiten

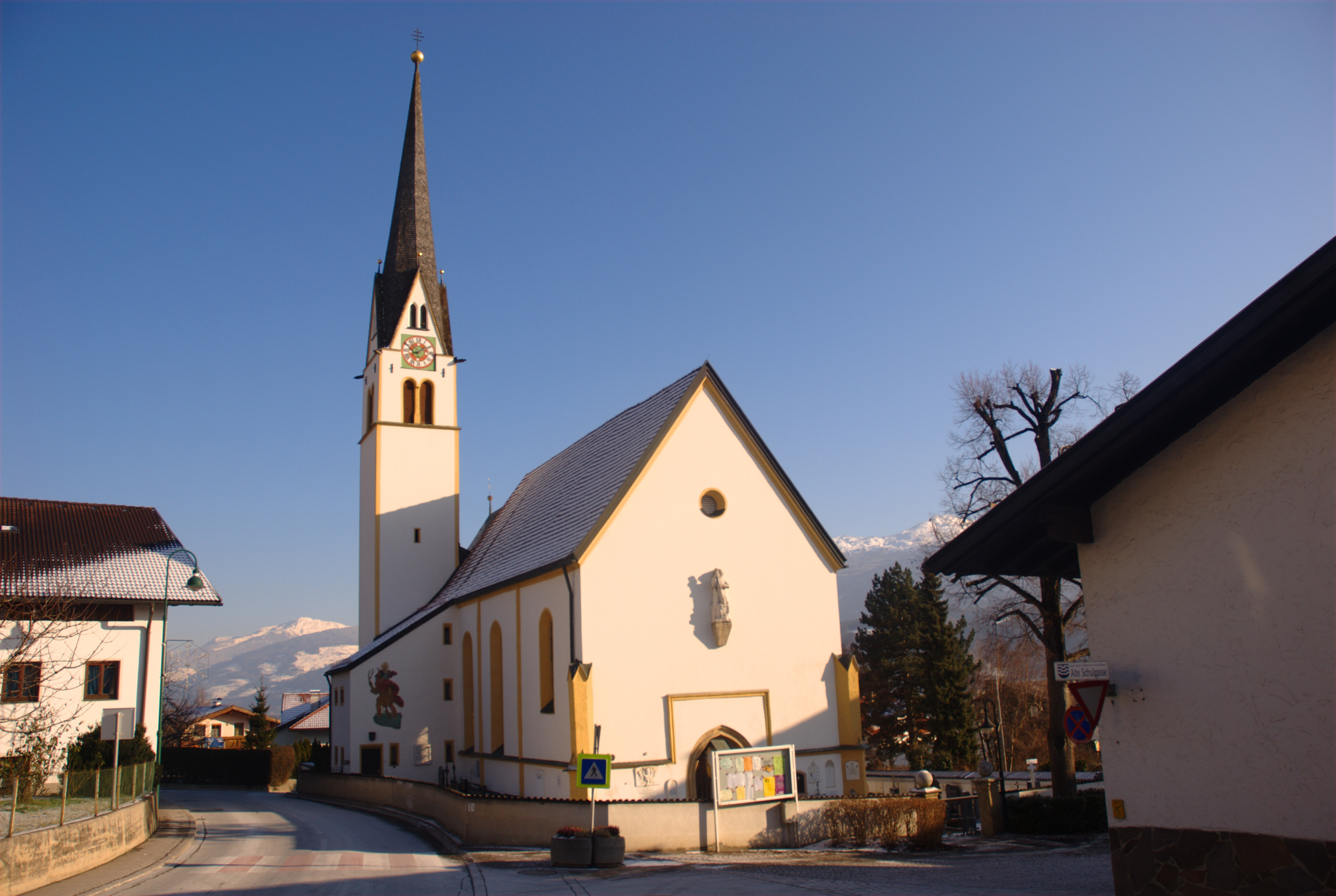
Pfarrkirche Rum

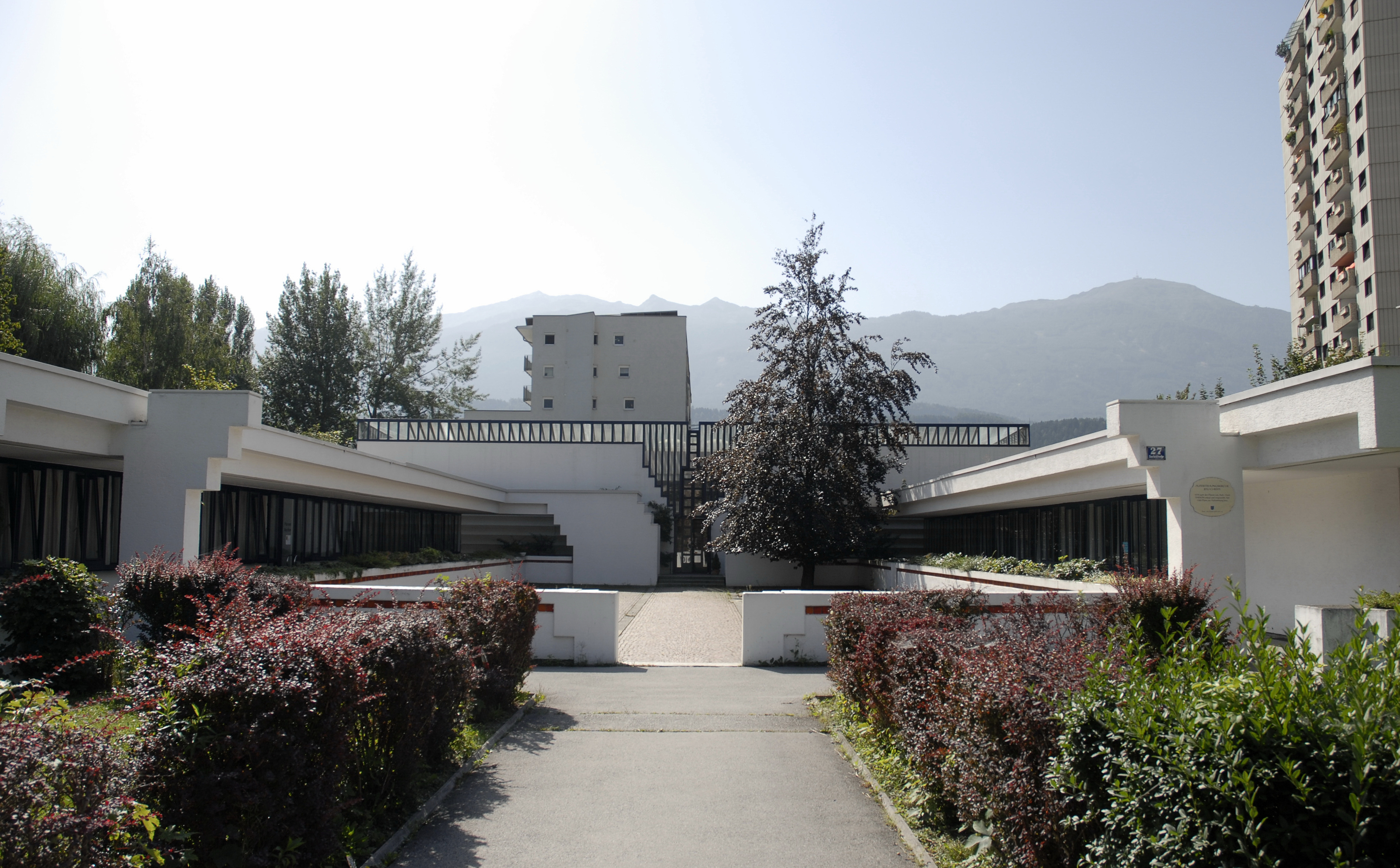
Pfarrzentrum Neu-Rum

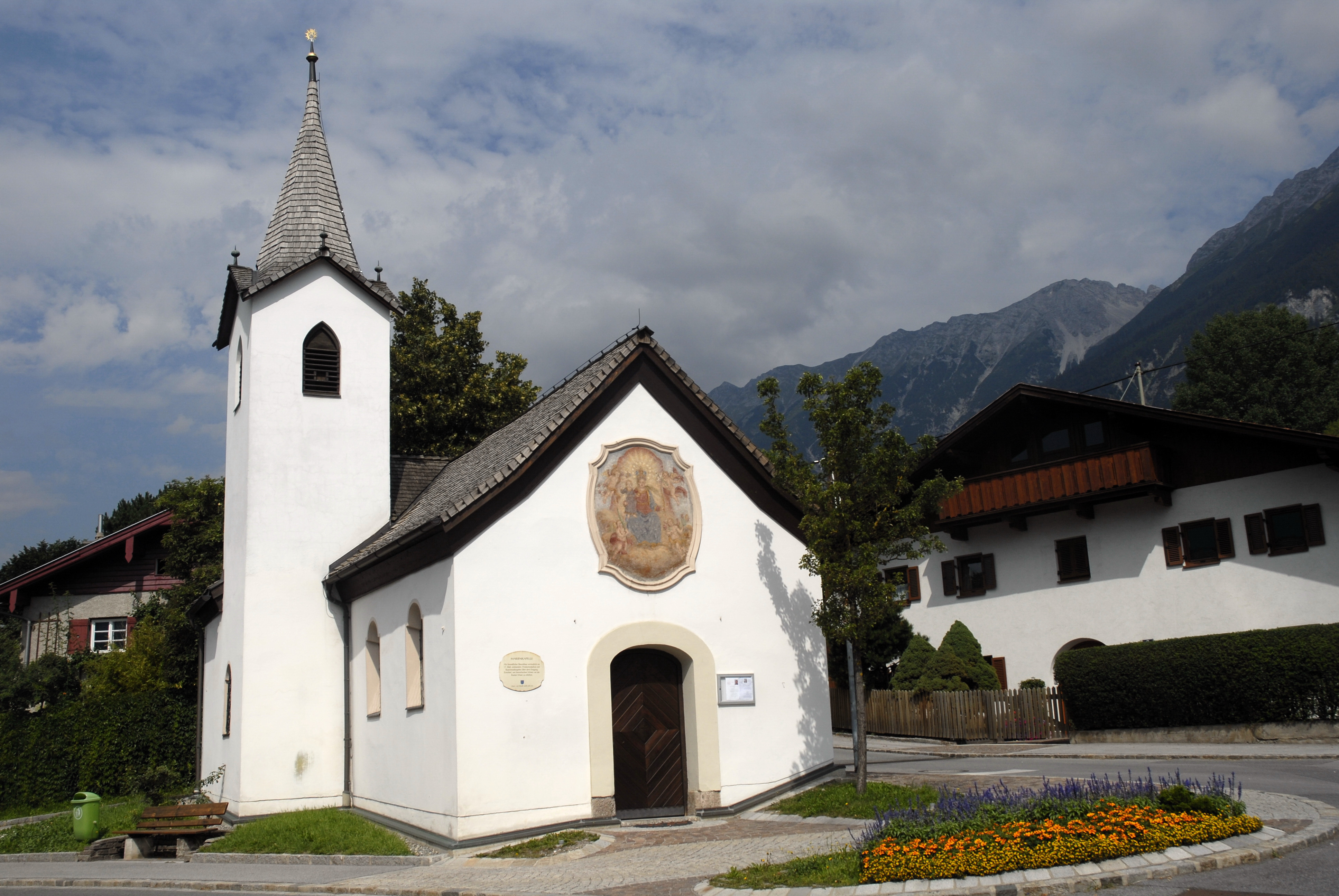
Die Marienkapelle in Rum

- Katholische Pfarrkirche Rum hl. Georg
- Katholisches Pfarrzentrum Neu-Rum Auferstehung Jesu Christi
- Gemeindeamt Rum, vormalig Gasthof Altwirt (Errichtung um 1700)
- Oberhalb der Stadt, am Südabhang der Inntalkette, befindet sich der 30 Meter hohe Felsturm der Rumer Nadel.

## Wirtschaft und Infrastruktur
Das Ortsgebiet von Rum geht nahtlos ins Innsbrucker Stadtgebiet über, wird auch unter anderem von den Innsbrucker Kommunal- und Verkehrsbetrieben versorgt und ist daher funktionell längst schon ein Stadtteil Innsbrucks geworden. Bemühungen zur Eingemeindung sind jedoch bisher erfolglos verlaufen.

### Verkehr
- Bahn: Rum ist über die Linien , ,  und  der S-Bahn Tirol an die Landeshauptstadt angebunden.
- Straßenbahn: Am 4. März 2023 wurde die Verlängerung der Straßenbahn Innsbruck zum Bahnhof Rum in Betrieb genommen. Die Linie 5 verkehrt im 10-Minuten-Takt.[2]
- Straße: Im Süden erstrecken sich die Tiroler Straße B 171 sowie die Inntal Autobahn A 12 und damit die Europastraßen E 45 und E 60.

## Politik

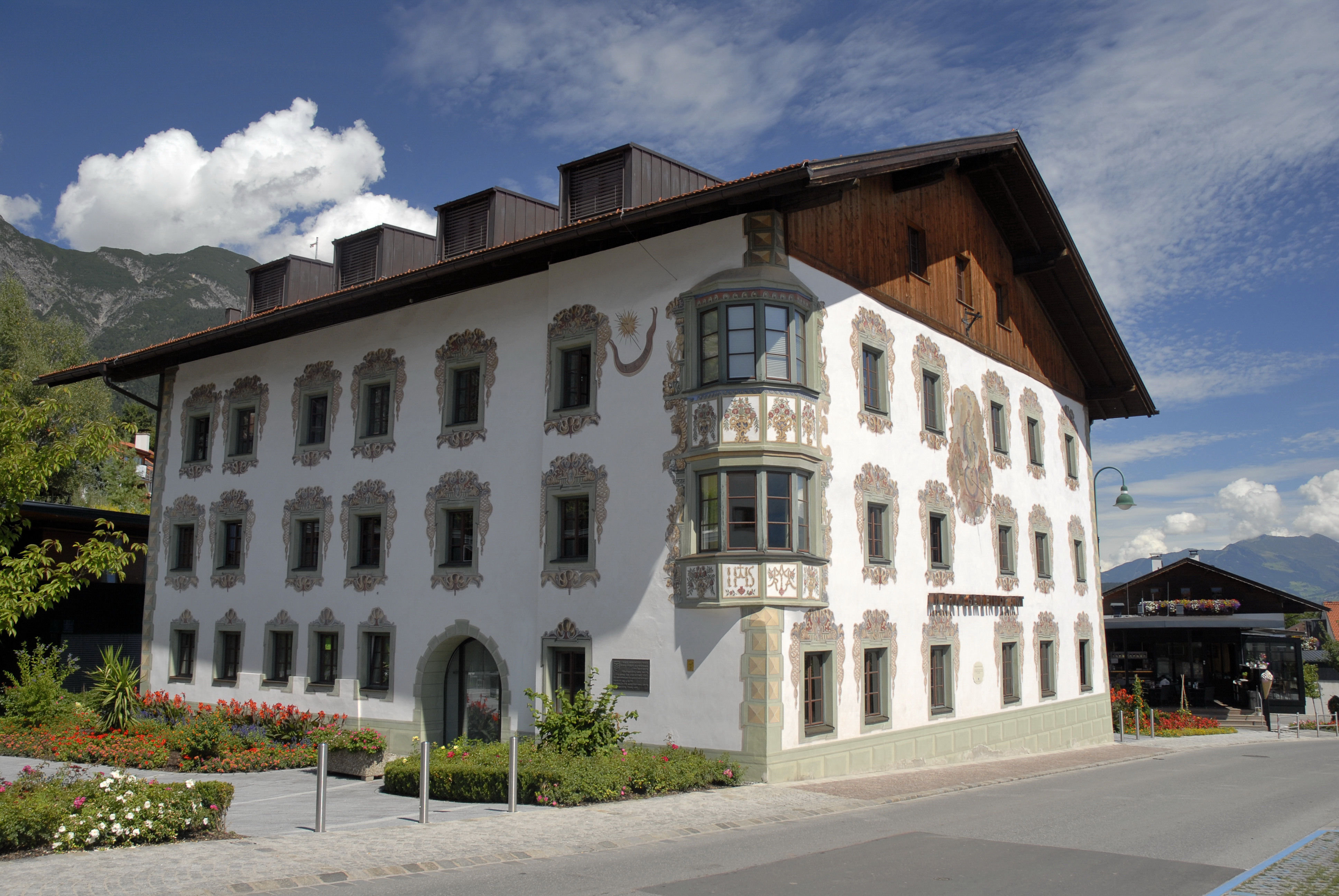
Der ursprüngliche Gasthof Altwirt wurde 2005 als Gemeindeamt adaptiert.

### Gemeinderat
Der Gemeinderat hat 19 Mitglieder.
- Nach den Gemeinderats- und Bürgermeisterwahlen in Tirol 1998 hatte der Gemeinderat folgende Verteilung: 10 SPÖ, 4 ÖVP, 3 FPÖ und 2 Gemeinsam für Rum.[3]
- Nach den Gemeinderats- und Bürgermeisterwahlen in Tirol 2004 hatte der Gemeinderat folgende Verteilung: 11 SPÖ, 3 ÖVP Rum und Parteifreie, 3 Initiative 2004 Volkspartei Rum und 2 GRÜNE.[4]
- Nach den Gemeinderats- und Bürgermeisterwahlen in Tirol 2010 hatte der Gemeinderat folgende Verteilung: 11 SPÖ, 5 ÖVP, 2 GRÜNE und 1 FPÖ.[5]
- Nach den Gemeinderats- und Bürgermeisterwahlen in Tirol 2016 hatte der Gemeinderat folgende Verteilung: 9 SPÖ, 5 ÖVP, 2 FPÖ, 2 GRÜNE und 1 Das neue RUM - Team Josef Karbon.[6]
- Nach den Gemeinderats- und Bürgermeisterwahlen in Tirol 2022 hat der Gemeinderat folgende Verteilung: 10 SPÖ, 5 ÖVP, 2 GRÜNE, 1 FPÖ und 1 MFG Menschen Freiheit Grundrechte.[7]

### Bürgermeister
- bis 1987 Hans Tanzer (SPÖ)[8]
- 1987–2021 Edgar Kopp (Liste Bürgermeister Edgar Kopp, SP Rum und Parteifreie)[9][10]
- seit 2021 Josef Karbon (Team Bgm. Karbon, SPÖ + Parteifreie)

### Wappen
Die Blasonierung des Rumer Wappens lautet:
„In Blau drei silberne in der Mitte durch je zwei Schrägstufen vertiefte Balken.“
Die Schrägstufen sollen die Sperren als Teil der Rumer Murenabwehr darstellen.

## Persönlichkeiten
- Peter Rauth (1828–1896), Porträtmaler
- Klaus Händl (* 1969), Schriftsteller und Filmregisseur
- Ulrike Hölzl (* 1975), österreichische Snowboarderin
- Ingrid Felipe (* 1978), österreichische Politikerin (Grüne)
- Wilhelm Denifl (* 1980), österreichischer Nordischer Kombinierer
- Nina Hartmann (* 1981), Schauspielerin und Kabarettistin
- Claudia Hirn (* 1981), österreichische Politikerin
- Andreas Pichler (* 1981), Jazzmusiker
- Matthias Pichler (* 1981), Jazzmusiker
- Julia Seidl (* 1981), österreichische Politikerin (NEOS)
- Martin Fritz (* 1982), Autor, Literaturwissenschaftler und Theatermacher
- Patrick Bonato (* 1983), Comic-Künstler und -autor
- Andreas Heiß (* 1983), österreichischer Fußballschiedsrichter
- Claudia Schmitz-Esser (* 1983), Autorin und Performance-Künstlerin
- Katharina Straßer (* 1984), österreichische Schauspielerin
- Sigrid Maurer (* 1985), österreichische Politikerin (Grüne)
- Niki Dolp (* 1985), Jazzmusiker
- Olivia Peter (* 1985), Radiomoderatorin
- Jakob Grüner (* 1986), Politiker (ÖVP)
- Christina Hengster (* 1986), österreichische Bobsportlerin
- Patricia Mayr-Achleitner (* 1986), österreichische Tennisspielerin
- Viktoria Spielmann (* 1987), österreichische Politikerin (Grüne)
- Clemens Walch (* 1987), österreichischer Fußballprofi
- Fabian Koch (* 1989), österreichischer Fußballprofi
- Clemens Schmid (* 1990), österreichischer Rennfahrer